# Аль-Хасан III
Аль-Хасан III (араб. الحسن الثالث بن محمد أبو نمي; д/н — 1601) — 37-й шаріф Мекки в 1566-1601 роках.

## Життєпис
Походив з гілки правлячої династії Хасанідів — бану-катада. Син шаріфа Абу Нумайя II. 1554 року після смерті старшого брата Ахмеда за проханням свого батька османський султан Сулейман I затвердив Аль-Хасана новим співеміром Абу Нумайя II. 1566 року останній зрікся влади, але залишився головним радником сина. Саме тому Аль-Хасан II зміг спокійно перебрати владу та почати володарювати, оскільки спирався на авторитет ще живого свого батька. Завдяки цьому зберіг вірність бедуїнських племен та загальний порядок в Хіджазі, що в свою чергу сприяло безпечному проходженню караванів до Мекки й Медіни з торгівцями та прочанами. Водночас продовжив практику дипломатичних відносин з державами Індостану, зокрема султанатами МАльва і Гуджарат. 1577 року встановив дипломатичні відносини з могольським падишахом Акбаром, від якого отримав подарунок 100 тис. рупій грошима та коштовні речі. Такий стан речей позитивно сплинув на наповнення шаріфської скарбниці.
1580 року здійснив успішний похід до Неджду, захопивши важливу фортецю М'ікал, а також взявши в полон численних шейхів племен, за яких 1581 року отримав чималий викуп. Також успішний похід та здобич неабияк підняли авторитет шаріфа серед племен і кланів Хіджазу. За цим призначив еміром Мухаммеда аль-Фадла над племенами південному Неджду. Водночас наштовхнувся на спротив османськихурядовців повернути під владу Джизан. Невдовзі вступив у конфлікт з братом Такабом, який виступив проти спроб шаріфа призначити співеміром свого сина Масуда. Зрештою 1581 року після смерті обох османський султан Мурад III призначив співеміром іншого сина Аль-Хасана III — Абу-Таліба. Того ж року здійснив походив проти непокірних племен Неджду, захопивши оази Ель-Хардж, Ель-Баді', Ель-Салмія, Ель-Амамія. За цим виступив проти племінного союзу бані-халід, завдавши тому поразки в регіоні Ель-Хаса. За цим здійснив походи в інші частини Неджду. В результаті отримав велику здобич та зобов'язання платити данину. В результаті під впливом шаріфа опинилася область від Червоного моря до Перської затоки.
1584 року після смерті батька спирався лише на власні авторитет та силу. 1585 року якійсь перс викрав золотого ключа від брам Кааби, в результаті Велику мечеть не вдалося зачинити. Лише через півроку в Ємені було схоплено злодія та повернута ключа. Поступово набув майже напівнезалежного статусу, оскільки увага османського дивана та султанів була звернута до Європи та Персії. 1600/1601 року заснував посаду візира, на яку призначив Абд ар-Рахмана ібн Атіка аль-Хаддрамі. На думку дослідників цим він намагався уподобитися султанам, показати свій високий статус. Помер шаріф того ж року під час нового походу до Неджда. Йому спадкував син Абу-Таліб.